# House in the Clouds

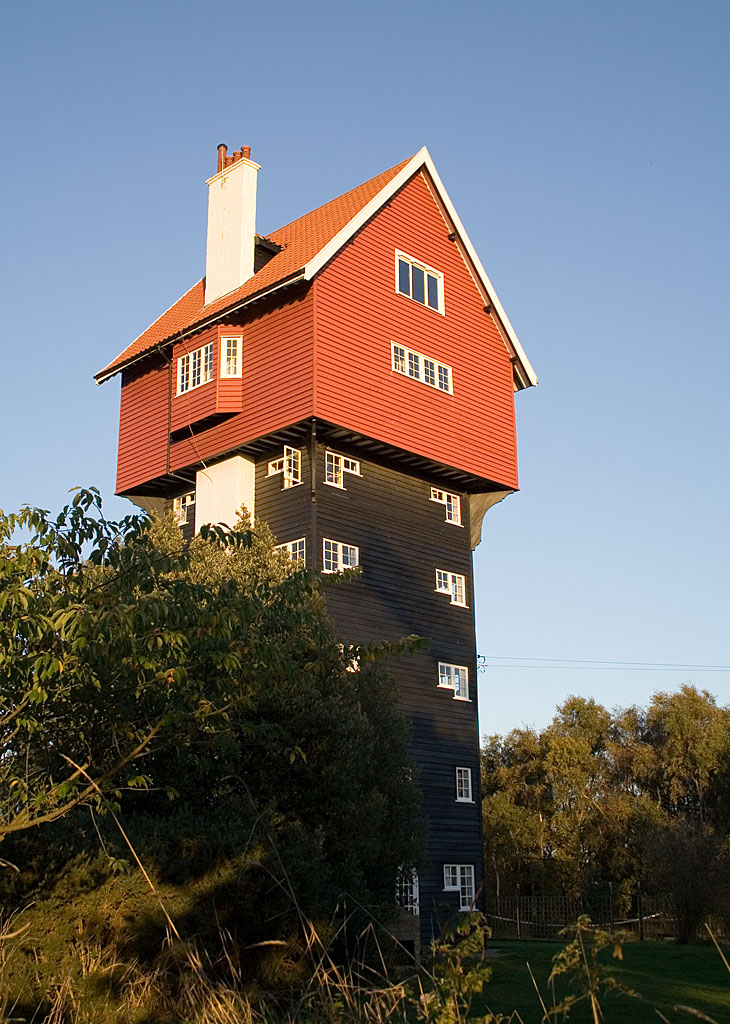
The House in the Clouds

House in the Clouds – budynek dawnej wieży ciśnień w Thorpeness w hrabstwie Suffolk w Wielkiej Brytanii. Powstał w 1923 roku w celu zamaskowania zbiornika wieży ciśnień, którego pierwotna pojemność wynosiła 230 000 litrów (po naprawie uszkodzeń w wyniku ostrzału przeciwlotniczego w czasie II wojny światowej pojemność została zmniejszona do 140 tys. l). Z czasem wieża ciśnień przestała pełnić swoją funkcję (w 1977 r. miejscowość została podłączona do centralnej sieci wodociągów) i po usunięciu zbiornika w 1979 r. budowla została przekształcona w unikatowy dom mieszkalny. 